# The Farm (banda)
"The Farm" é uma banda inglesa fundada em 1983 em Liverpool. É conhecida especialmente pelo hit "All Together Now", lançado em 1990.

## História
A banda foi formada no início de 1983 e inicialmente integrada por Peter Hooton, Steve Grimes, John Melvin e Andrew John "Andy" McVann (que foi morto em uma perseguição policial em 1 de outubro de 1986, aos 21 anos).
O álbum de estréia Spartacus chegou à primeira posição na parada de álbuns do Reino Unido ao ser lançado em março de 1991. A primeira canção da banda que alcançou a primeira posição do UK Singles Chart, a tabela de singles do Reino Unido, foi "Groovy Train". No final de novembro daquele ano foi a vez de "All Together Now", que instantaneamente se tornou um hit e também a canção mais conhecida da banda.
Atualmente estão em turnê com o Spartacus Live 2012.

## Discografia

### Álbuns de estúdio
- Spartacus (1991) #1 (UK), #45 (NED), #37 (SWI). Ouro (UK)[4][5]
- Love See No Colour (1992)
- Hullabaloo (1994)

### Outros álbuns
- Pastures Old and New (1986) [compilação]
- Spartacus Live (1991) [video]
- Groovy Times (1991) [video]
- Best of The Farm (1998) [compilação]
- The Very Best of The Farm (2001) [compilação]
- Back Together Now! Live (2006) [video]
- All Together with The Farm (2007) [álbum gravado ao vivo]

### Singles
| Ano  | Single                                                                                | Desempenho nas tabelas musicais | Desempenho nas tabelas musicais | Desempenho nas tabelas musicais | Desempenho nas tabelas musicais | Certificações        | Álbum                |
| Ano  | Single                                                                                | UK                              | NED                             | SWI                             | US Mod                          | Certificações        | Álbum                |
| ---- | ------------------------------------------------------------------------------------- | ------------------------------- | ------------------------------- | ------------------------------- | ------------------------------- | -------------------- | -------------------- |
| 1984 | "Hearts and Minds"                                                                    | –                               | –                               | –                               | –                               |                      | Pastures Old and New |
| 1985 | "Steps of Emotion"                                                                    | –                               | –                               | –                               | –                               |                      | Pastures Old and New |
| 1986 | "Some People"                                                                         | –                               | –                               | –                               | –                               |                      | Pastures Old and New |
| 1989 | "Body and Soul"                                                                       | –                               | –                               | –                               | –                               |                      | -                    |
| 1990 | "Stepping Stone" / "Family of Man"                                                    | 58                              | –                               | –                               | –                               |                      | -                    |
| 1990 | "Groovy Train"                                                                        | 6                               | 41                              | –                               | 15                              |                      | Spartacus            |
| 1990 | "All Together Now"                                                                    | 4                               | 9                               | 18                              | 7                               | - Reino Unido: Prata | Spartacus            |
| 1991 | "Sinful! (Scary Jiggin' with Doctor Love)" (com Pete Wylie)                           | 28                              | –                               | –                               | –                               |                      | -                    |
| 1991 | "Don't Let Me Down"                                                                   | 36                              | –                               | –                               | –                               |                      | Spartacus            |
| 1991 | "Mind"                                                                                | 31                              | –                               | –                               | –                               |                      | Love See No Colour   |
| 1992 | "Love See No Colour"                                                                  | 58                              | –                               | –                               | 30                              |                      | Love See No Colour   |
| 1992 | "Rising Sun"                                                                          | 48                              | –                               | –                               | –                               |                      | Love See No Colour   |
| 1992 | "Don't You Want Me"                                                                   | 18                              | –                               | –                               | –                               |                      | Love See No Colour   |
| 1992 | "Love See No Colour" (re-mix)                                                         | 35                              | –                               | –                               | –                               |                      | Love See No Colour   |
| 1994 | "Messiah"                                                                             | –                               | –                               | –                               | –                               |                      | Hullabaloo           |
| 1994 | "Comfort"                                                                             | –                               | –                               | –                               | –                               |                      | Hullabaloo           |
| 1995 | "All Together Now" (Everton - Final da Copa FA 1995)                                  | 24                              | –                               | –                               | –                               |                      | -                    |
| 2004 | "All Together Now 2004" (feat. St. Francis Xavier's College (Liverpool) - Boys Choir) | 5                               | –                               | –                               | –                               |                      | -                    |